# Korps Adelborsten

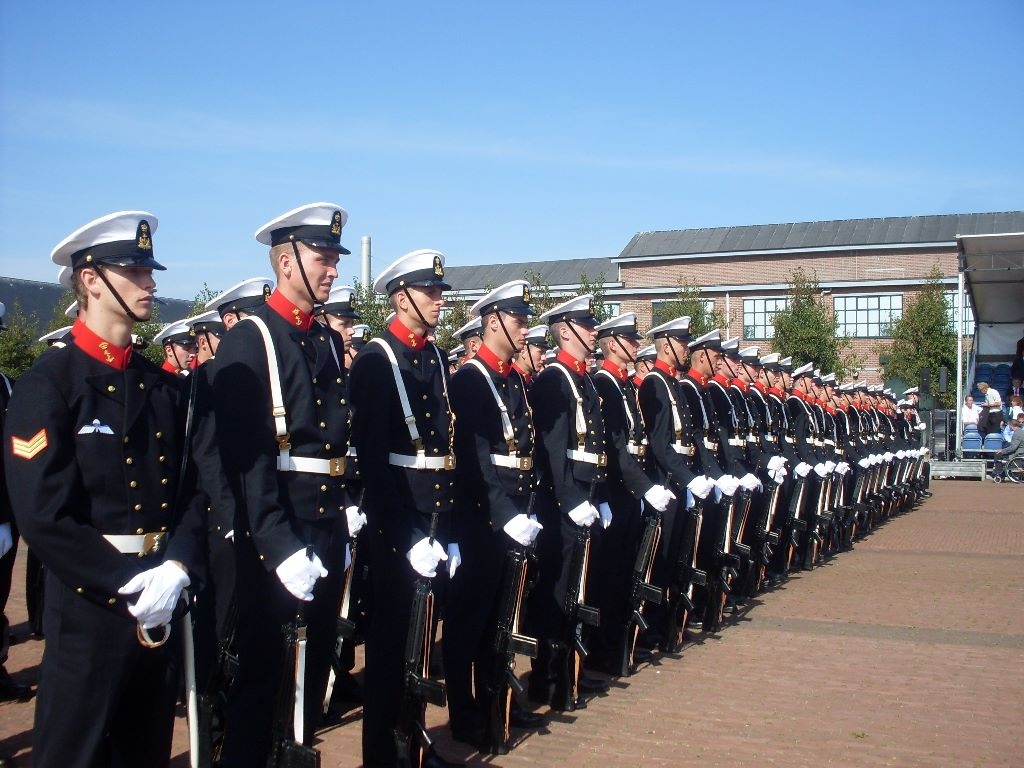
Adelborsten in ceremonieel tenue

Het Korps Adelborsten is de vereniging voor en door de Adelborsten van het Koninklijk Instituut voor de Marine  (KIM). Het Korps Adelborsten is naast de militaire vorming en de academische vorming een pijler van de officiersvorming op het KIM. De vereniging van de cadetten van de Koninklijke Militaire Academie (KMA) heet het Cadettencorps.

## Senaat
In 1904 krijgt het Korps Adelborsten een democratisch gekozen Senaat, al kan de leiding van het KIM een kandidatuur blokkeren. Voordat het Korps Adelborsten een senaat kreeg was altijd de oudste adelborst aangewezen als vertegenwoordiger. Met de instelling van een senaat hoopte de toenmalige commandant de zelfstandigheid en emancipatie van het Korps Adelborsten te bevorderen. Dankzij de komst van een senaat ontstond een duidelijke bestuursstructuur. 
De Senaat is het bestuursorgaan dat het Korps Adelborsten, zowel binnen als buiten de KIM vertegenwoordigt. In de Senaat nemen vijf adelborsten zitting en vormen zodoende het dagelijks bestuur. Dit bestuur, bestaande uit een president, secretaris, penningmeester, toegevoegd secretaris en toegevoegd penningmeester wordt jaarlijks gekozen door de adelborsten. In november 2010 is de samenstelling echter gewijzigd. Er is aan de traditionele samenstelling een zesde senator toegevoegd. Het gaat hier specifiek om een adelborst voor de mariniers net afkomstig uit de Praktische Opleiding tot Officier der Mariniers (POTOM). Dit om die groep extra te betrekken bij het Korps Adelborsten.

## Bataljonsstaf
Vanuit militair perspectief wordt het Korps Adelborsten geleid door de bataljonsstaf, met aan het hoofd een Bataljonscommandant en een ondergeschikt bataljonscommandant. Het Korps Adelborsten is verdeeld in twee compagnies (Alpha en Bravo), deze hebben ieder een compagniescommandant. Elke compagnie bestaat weer uit 3 pelotons (Alpha 1, 2 en 3 en Bravo 1, 2 en 3.) Deze hebben ieder een pelotonscommandant en een ondergeschikt pelotonscommandant. Naast de pelotons is er het TKKA. De geven ritmische ondersteuning tijdens het marcheren.

## Vaandel
Op 14 september 1904 is het vaandel, ter herdenking aan de oprichting van het KIM, door koningin Wilhelmina uitgereikt aan het Korps Adelborsten. Het is hiermee het oudste vaandel van de Koninklijke Marine. Oorspronkelijk was het vaandel de korpsvlag van de adelborsten uitgereikt door prins Willem Frederik Karel van Oranje-Nassau op 24 april 1830 werd overhandigd. Koningin Wilhelmina gaf de vlag de status van vaandel en reikte op 14 september 1904 de koninklijk gewaardeerde vlag – als enig roodgekleurd krijgsmachtvaandel – aan de adelborsten uit. Als vaandel van het Korps Adelborsten is het nog steeds in gebruik, met de kanttekening dat het oorspronkelijke doek al vele malen is vervangen door materiaal.

## Adelborstenlied
Het Adelborstenlied is een belangrijk element van het Korps adelborsten. Het eerste adelborstenlied werd in 1877 door een adelborst (W.D.H. baron van Asbeck) gedicht en op muziek gezet door kapelmeester W.L. Weckesser. Dat lied was een afscheidslied voor een geliefde en bleek om die reden toch niet zo geschikt als korpslied voor aanstaande officieren. In 1887 werd het dan ook vervangen door een lied van adelborst A.A. Visser., gecomponeerd door kapelmeester J. Koning. Tekst en melodie zijn nog altijd hetzelfde. Bij officiële Korpsevenementen wordt het lied nog altijd gezongen, elke adelborst moet de drie coupletten dan ook uit het hoofd kennen.

## Jaarboekje
Het eerste jaarboekje verscheen in 1871 en wordt nog ieder jaar gemaakt door een daarvoor gekozen commissie. De eerste jaarboekjes dienden vooral als naslagwerk met informatie over de marine, het instituut en de opleiding. Later werden vooral gebeurtenissen die zich op het instituut zelf hadden afgespeeld beschreven. Vanaf de eerste uitgave stonden de namen van alle adelborsten in het boekje vermeld.

## Janussen
Een belangrijk onderdeel van het Korps Adelborsten zijn het grote aantal adelborstensport- en vrijetijdsverenigingen, janussen genaamd. Deze worden geleid door het Centraal Sport Bestuur(CSB). Het Korps Adelborsten heeft een keur aan janussen; zo bestaan er o.a. een voetbaljanus, duikjanus, hockeyjanus, basketbaljanus, volleybaljanus, waterpolojanus, en een tamponhockeyjanus. Voor de liefhebbers zijn er ook een parajanus, klimjanus, schietjanus en boksjanus. Vanuit de boksjanus word ook een jaarlijks boksgala georganiseerd, hierbij kunnen twee Adelborsten elkaar uitdagen voor een gevecht. Sommige janussen zijn tijdgebonden anderen bestaan al zo lang als het Korps zelf. En wanneer een specifieke janus nog niet bestaat zijn er voor adelborsten altijd voldoende mogelijkheden om zelf een janus op te richten.
Naast de verschillende janussen is iedere Adelborst automatisch lid van de Adelborsten Roei- en Zeilvereniging (ARZV). Dit is een losstaande vereniging ter bevordering van de nautische vaardigheden van de aspirant-marineofficieren. 